# Ogród Botaniczny w Bukareszcie
Ogród Botaniczny w Bukareszcie (rum: Grădina Botanică din București) – ogród botaniczny w dzielnicy Cotroceni w Bukareszcie, w Rumunii. Ma powierzchnię 17,5 ha (w tym 4 000 m² szklarni) i ponad 10 000 gatunków roślin.
Pierwszy ogród botaniczny w Bukareszcie został założony w 1860 roku w pobliżu Wydziału Medycyny przez Carola Davila. Jego pierwszym dyrektorem był botanik Ulrich Hoffmann, a sześć lat później Dimitrie Grecescu. Ogród został ostatecznie przeniesiony do obecnej lokalizacji w 1884 roku przez Dimitrie Brândză, rumuńskiego botanika i Louisa Fuchsa, belgijskiego architekta krajobrazu. Ogrody zostały otwarte w 1891 roku, kiedy to ukończono budowę szklarni. Ogród został zniszczony w czasie I wojny światowej, kiedy był wykorzystywany przez niemieckie oddziały okupacyjne, a podczas II wojny światowej ucierpiał w wyniku bombardowania anglo-amerykańskiego.
W ogrodzie znajduje się Muzeum Botaniczne w budynku w stylu Brâncovenesc, zlokalizowanym w pobliżu bramy wejściowej, gdzie wystawia się ponad 5000 gatunków roślin, w tym 1000 egzotycznych roślin.

## Galeria

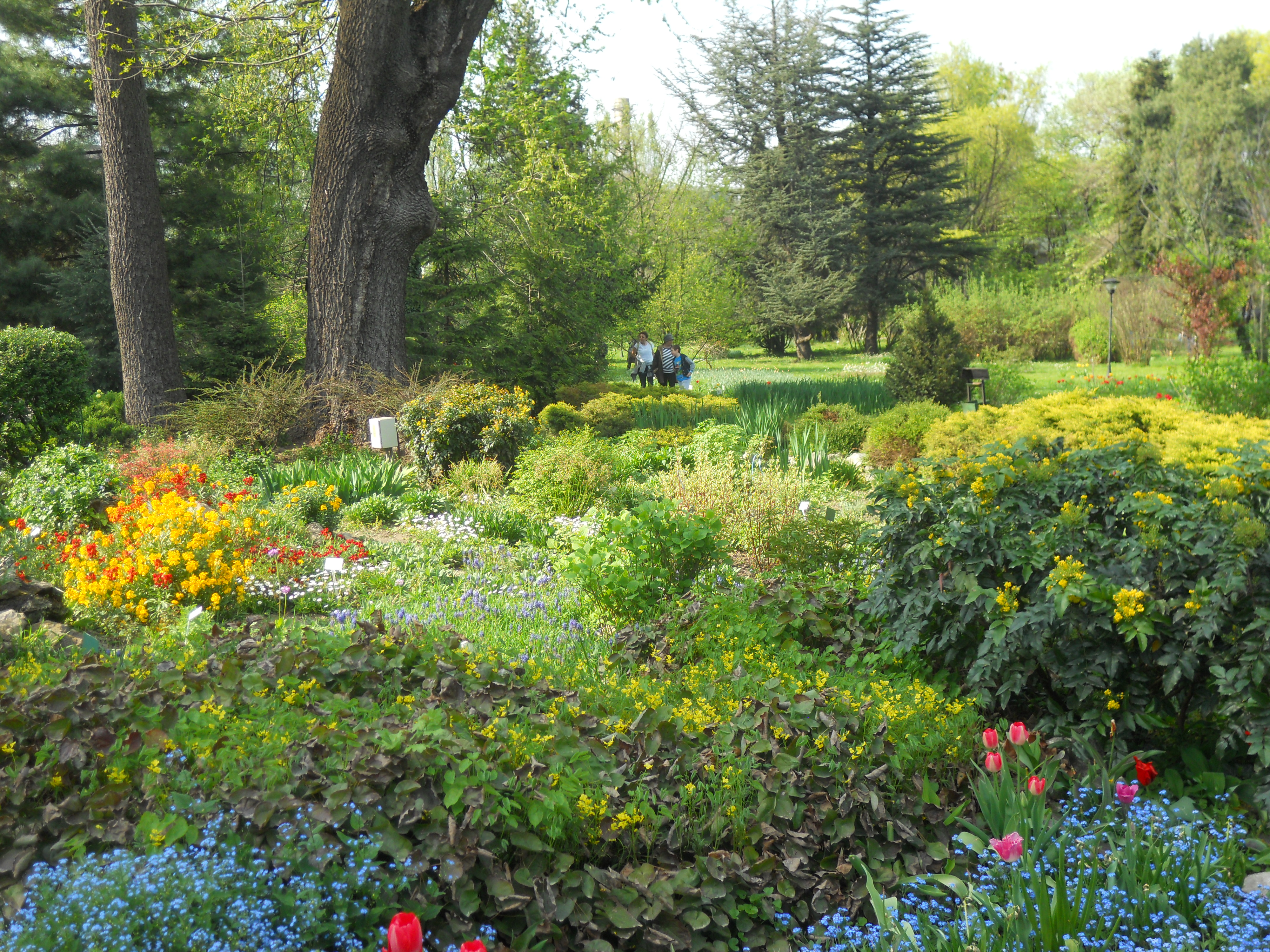
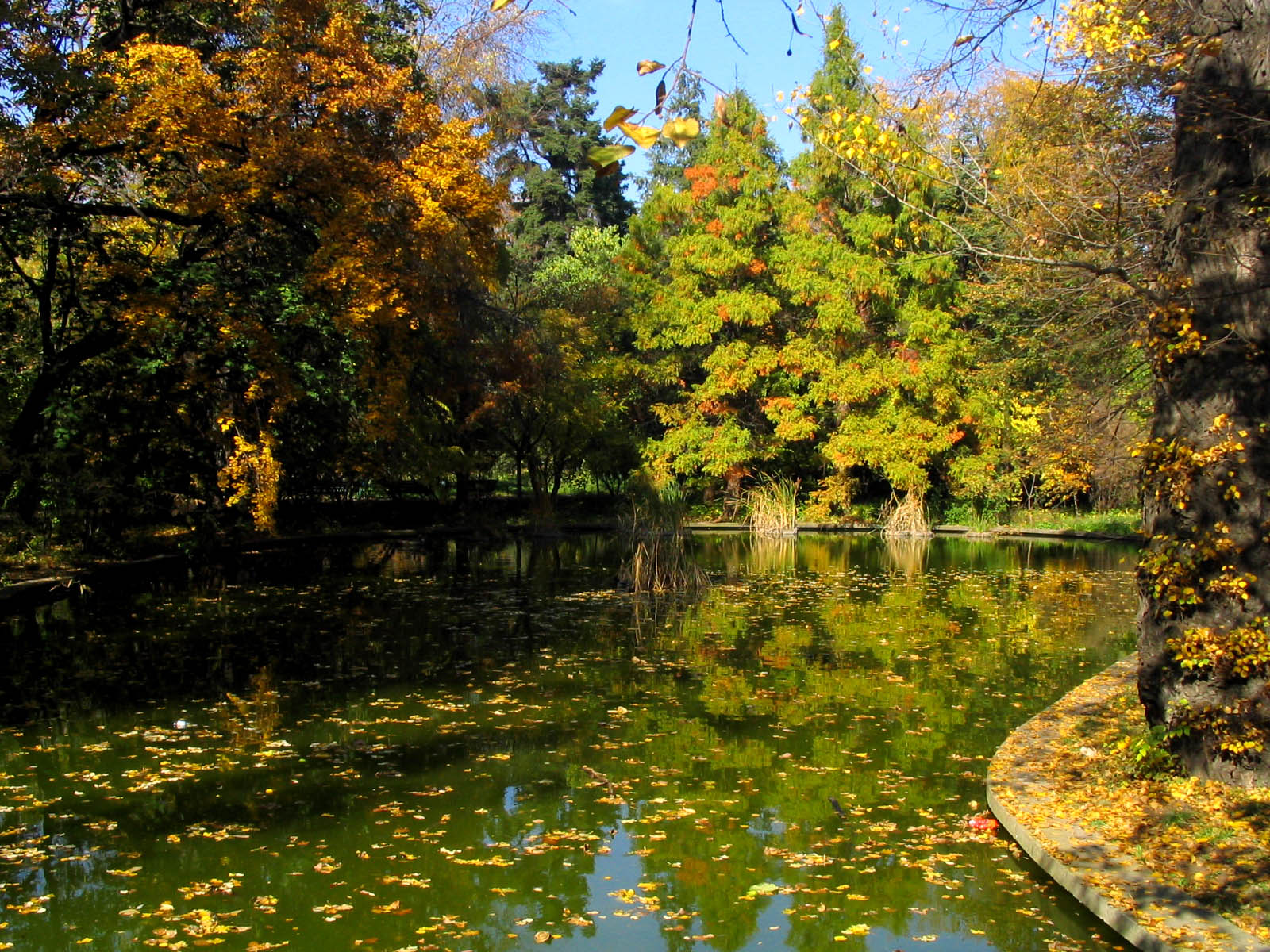
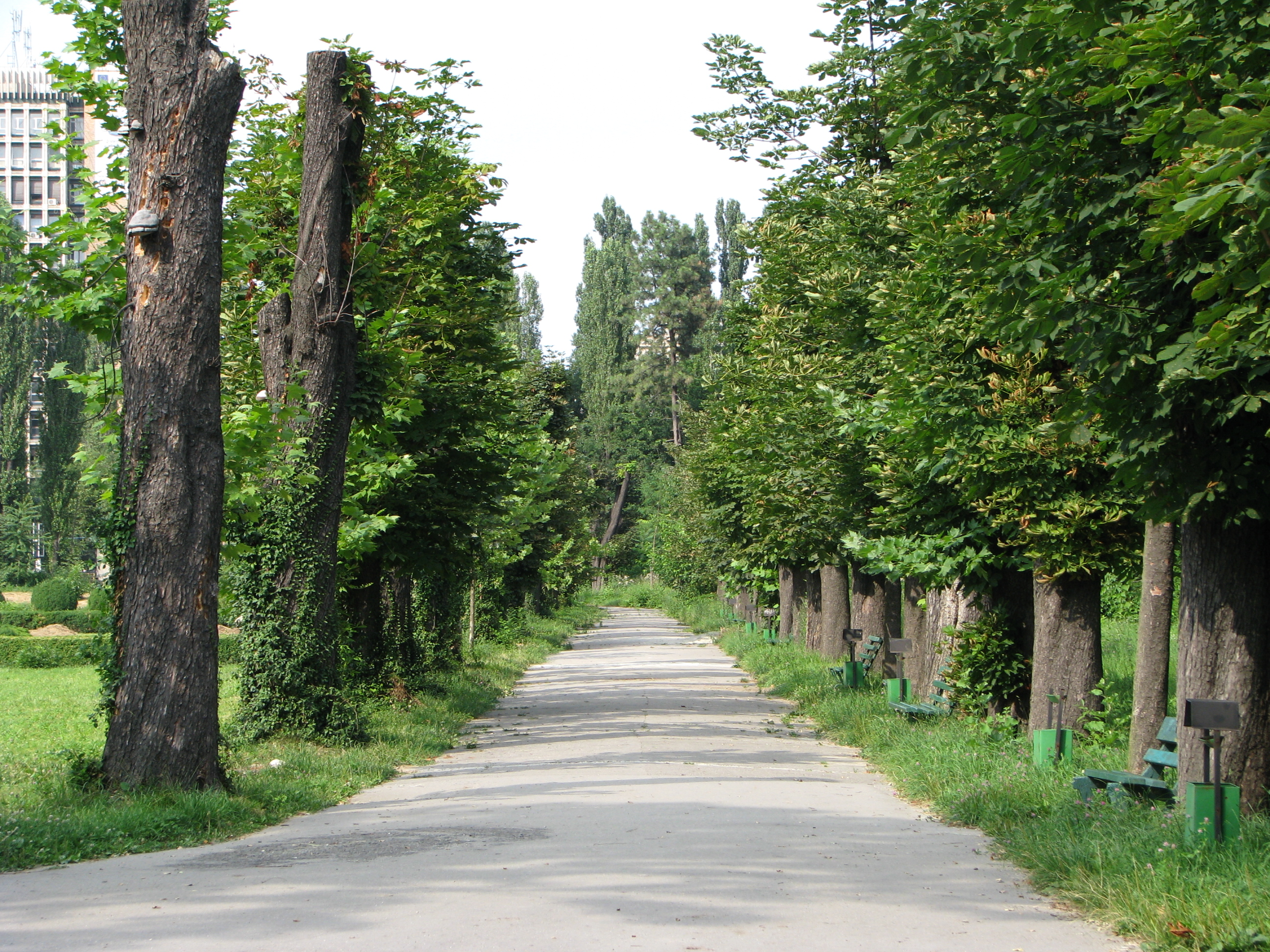